# 贵阳银行
贵阳银行股份有限公司（英語：Bank of Guiyang Co., Ltd.，缩写：GYB；上交所：601997，简称：贵阳银行）是中国的一家城市商业银行，总部位于贵州省贵阳市，成立于1997年4月15日，营业区域覆盖贵州全省和四川省成都市。

## 历史
1996年5月,由贵阳市25家城市信用社的股东和地方财政共同发起,决定组建一家股份制城市商业银行。6月14日,获得中国人民银行批复许可。
1997年4月15日,由贵阳市内25家城市信用社合并组建的贵阳城市合作银行正式挂牌成立。该行初始注册资本2亿元。
1998年4月2日,贵阳城市合作银行更名为贵阳市商业银行.
1999年8月18日,贵阳市商业银行兼并清镇红枫城市信用社,将其更名为贵阳市商业银行清镇支行。
2001年4月，在开阳、息烽、修文设立支行。从而实现全市行政区的网点覆盖。
2002年3月, 成立国际业务部,正式对外开办外汇业务。
2008年6月18日，在毕节设立首家市外分行——毕节分行。
2009年11月6日, 小企业融资中心挂牌运营，同年12月在遵义设立分行。
2010年9月20日,贵阳市商业银行更名为贵阳银行。
2011年1月，在四川成都设立成都分行，这是贵州本地银行的首家省外分行。
2016年8月16日，貴陽銀行在上海証券交易所首次公开发行股票，这也是首家上市中西部城商行。同年11月，贵阳银行剑河(县)支行开业，标志着贵阳银行实现机构网点全省88个县域全覆盖。